# 共同外交与安全政策
共同外交与安全政策（英語：Common Foreign and Security Policy，简称，简称，简称）是欧盟三大支柱的第二支柱，1993年11月1日在马斯特里赫特条约（也称欧洲联盟条约）生效时由其前身“欧洲政治合作”转变而来。

## 目标
其目标在欧洲联盟条约第11条得以规定：
- 维护联盟共同价值、基本利益、独立和不受侵犯
- 加强联盟的安全

欧盟旗帜

- 维护和平，加强符合相应国际条约规定的国际安全
- 促进国际合作
- 发展并加强民主与法治，以及尊重人权和基本自由

## 执行
根据欧洲联盟条约第18条第3款规定，欧盟共同外交与安全政策由欧盟理事会秘书长作为高级代表执行。这一职位直到随着1999年5月阿姆斯特丹条约的生效，才由西班牙人哈维尔·索拉纳于同年10月18日开始担任。在2004年5年任期届满后，索拉纳得以连任这一职位。

## 内容与组成
共同外交与安全政策的一个重要部分是共同安全与防务政策。共同安全与防务政策尤其是在1998、1999年的科索沃战争之后得到了迅速发展。
在共同外交与安全政策框架内设立的欧盟机构有：欧盟安全研究学院（The European Union Institute for Security Studies, EUISS）、欧盟卫星中心、一般事务与外事关系理事会（The General Affaires and External Relations Council, GAERC）、政治与安全委员会（The Political and Security Committee, PSC）。
- Europedia: Guide to European policies and legislation （页面存档备份，存于）

| 圖例： 事實上繼承 框架： 事實上的內部框架 外部框架 | 圖例： 事實上繼承 框架： 事實上的內部框架 外部框架 | 圖例： 事實上繼承 框架： 事實上的內部框架 外部框架 |                               |                          |                                |                                |                         |                                                |                                                |                                                |                                                |                                                | 歐洲聯盟（歐盟）                               | 歐洲聯盟（歐盟） | 歐洲聯盟（歐盟） | 歐洲聯盟（歐盟） |            |            |
| 圖例： 事實上繼承 框架： 事實上的內部框架 外部框架 | 圖例： 事實上繼承 框架： 事實上的內部框架 外部框架 | 圖例： 事實上繼承 框架： 事實上的內部框架 外部框架 | 歐洲各共同體                  | 歐洲各共同體             | 歐洲各共同體                   | 歐洲各共同體                   | 歐洲各共同體            | （歐盟三支柱）                                 | （歐盟三支柱）                                 | （歐盟三支柱）                                 |                                                |                                                |                                                |                  |                  |                  |            |            |
| 圖例： 事實上繼承 框架： 事實上的內部框架 外部框架 | 圖例： 事實上繼承 框架： 事實上的內部框架 外部框架 | 圖例： 事實上繼承 框架： 事實上的內部框架 外部框架 |                               |                          | 歐洲原子能共同體               | 歐洲原子能共同體               | 歐洲原子能共同體        | 歐洲原子能共同體                               | 歐洲原子能共同體                               |                                                |                                                |                                                | 現今                                           |                  |                  |                  |            |            |
| 圖例： 事實上繼承 框架： 事實上的內部框架 外部框架 | 圖例： 事實上繼承 框架： 事實上的內部框架 外部框架 | 圖例： 事實上繼承 框架： 事實上的內部框架 外部框架 |                               | 歐洲煤鋼共同體           |                                |                                |                         |                                                |                                                |                                                |                                                |                                                |                                                |                  |                  |                  |            |            |
| 圖例： 事實上繼承 框架： 事實上的內部框架 外部框架 | 圖例： 事實上繼承 框架： 事實上的內部框架 外部框架 | 圖例： 事實上繼承 框架： 事實上的內部框架 外部框架 |                               | 歐洲經濟共同體           |                                |                                |                         |                                                |                                                |                                                |                                                |                                                |                                                |                  |                  |                  |            |            |
| 圖例： 事實上繼承 框架： 事實上的內部框架 外部框架 | 圖例： 事實上繼承 框架： 事實上的內部框架 外部框架 | 圖例： 事實上繼承 框架： 事實上的內部框架 外部框架 |                               |                          |                                |                                |                         |                                                | 申根區                                         | 申根區                                         | 歐洲共同體                                     | 歐洲共同體                                     |                                                |                  |                  |                  |            |            |
| 圖例： 事實上繼承 框架： 事實上的內部框架 外部框架 | 圖例： 事實上繼承 框架： 事實上的內部框架 外部框架 | 圖例： 事實上繼承 框架： 事實上的內部框架 外部框架 | TREVI                         | TREVI                    | TREVI                          | 司法與內政合作                 |                         |                                                |                                                |                                                |                                                |                                                |                                                |                  |                  |                  |            |            |
| 圖例： 事實上繼承 框架： 事實上的內部框架 外部框架 | 圖例： 事實上繼承 框架： 事實上的內部框架 外部框架 | 圖例： 事實上繼承 框架： 事實上的內部框架 外部框架 | TREVI                         | TREVI                    | TREVI                          | 司法與內政合作                 |                         | / 北大西洋公約組織                             | / 北大西洋公約組織                             | 現今                                           | 刑事領域警務與司法合作                         | 刑事領域警務與司法合作                         |                                                |                  |                  |                  |            |            |
| 英法協約                                           | 英法協約                                           | [西方聯盟到北約]                                   | [西方聯盟到北約]              | 歐洲政治合作             | 歐洲政治合作                   | 歐洲政治合作                   | 歐洲政治合作            | / 北大西洋公約組織                             | / 北大西洋公約組織                             | 現今                                           |                                                | 共同外交與安全政策                             | 共同外交與安全政策                             |                  |                  |                  |            |            |
| 英法協約                                           | 英法協約                                           | 西方聯盟                                           | 西方聯盟                      | 西方聯盟                 | / 西歐聯盟                     | / 西歐聯盟                     | / 西歐聯盟              | [1984年羅馬宣言重新激活了西歐聯盟並轉交至歐盟] | [1984年羅馬宣言重新激活了西歐聯盟並轉交至歐盟] | [1984年羅馬宣言重新激活了西歐聯盟並轉交至歐盟] | [1984年羅馬宣言重新激活了西歐聯盟並轉交至歐盟] | [1984年羅馬宣言重新激活了西歐聯盟並轉交至歐盟] | [1984年羅馬宣言重新激活了西歐聯盟並轉交至歐盟] |                  |                  |                  |            |            |
| 英法協約                                           | 英法協約                                           | 西方聯盟                                           | 西方聯盟                      | 西方聯盟                 | / 西歐聯盟                     | / 西歐聯盟                     | / 西歐聯盟              |                                                |                                                |                                                |                                                |                                                |                                                |                  |                  |                  |            |            |
| 英法協約                                           | 英法協約                                           | 西方聯盟                                           | 西方聯盟                      | 西方聯盟                 | [社會、文化移交歐洲理事會負責] | [社會、文化移交歐洲理事會負責] | 現今                    |                                                |                                                |                                                |                                                |                                                |                                                |                  |                  | 论 编            | 论 编      |            |
|                                                    |                                                    |                                                    | 歐洲理事會                    |                          |                                |                                | 現今                    |                                                |                                                |                                                |                                                |                                                |                                                |                  |                  | 论 编            | 论 编      |            |
| 英法協約                                           | 敦克爾克條約                                       | 布魯塞爾條約                                       | 歐洲委員會法規 與北大西洋公約 | 巴黎條約與歐洲防務共同體 | 倫敦–巴黎會議                  | 羅馬條約                       | 西歐聯盟-歐洲理事會協議 | 合併條約                                       | 達維尼翁報告                                   | 歐盟高峰會成立                                 | 單一歐洲法案                                   | 申根公約                                       | 馬斯垂克條約                                   | 阿姆斯特丹條約   | 尼斯條約         | 里斯本条约       | 里斯本条约 | 里斯本条约 |